# Garrulaxe à queue rousse
Pterorhinus gularis
Espèce
Synonymes
- Garrulax gularis (McClelland, 1840)[1]
- Ianthocincla gularis McClelland, 1840[1]

Statut de conservation UICN

 LC  : Préoccupation mineure
Le Garrulaxe à queue rousse (Pterorhinus gularis) est une espèce d'oiseaux de la famille des Leiothrichidae. Son aire disjointe s'étend d'une part à travers le Patkai et l'Est de l'Himalaya et d'autre part l'Est du Laos et le Nord-Ouest du Vietnam.

## Systématique
L'espèce Pterorhinus gularis a été décrite pour la première fois en 1840 par le naturaliste anglais John McClelland (1800-188) sous le protonyme Ianthocincla gularis.